# Afrocolombians
Els afrocolombians (i afrocolombianes) són els membres d'un grup humà que, essent de nacionalitat colombiana, són descendents dels antics esclaus que foren portats d'Àfrica. Són els afrodescendents de Colòmbia. Els membres d'aquest grup ètnic es solen denominar com negres, morenos, niches' i altres denominacions populars. Els raizals de l'Arxipèlag de San Andrés y Providencia i els habitants del Palenque de San Basilio són dos dels grups afrocolombians més destacats.
Les manifestacions culturals afrocolombianes són molt importants per la cultura colombiana. D'aquestes en sobresurten la cúmbia, el ritme nacional colombià i el sancocho, un dels plats gastronòmics més coneguts del país. El nom de Macondo, utilitzat per Gabriel García Márquez a la seva novel·la Cien años de soledad també té origen africà. La UNESCO ha reconegut diverses festes i manifestacions culturals afrocolombianes com a Patrimoni Immaterial de la Humanitat: la festa de San Francisco de Asís de Quibdó, les músiques de marimba i cants tradicionals del Pacífic nord, l'espai cultural del Palenque de San Basilio i el carnaval de Barranquilla.
Cap a mitjans del segle xx, els afrodescendents vivien majoritàriament a les dues costes colombianes: als departaments del Pacífic (Chocó, Valle del Cauca, Cauca i Nariño) i als de la costa Carib (Bolívar, Atlàntic i al Magdalena). Durant els últims seixanta anys, hi ha hagut un desplaçament de població afrodescendent destacat cap a les grans ciutats del país.

## Història

### Esclavitud

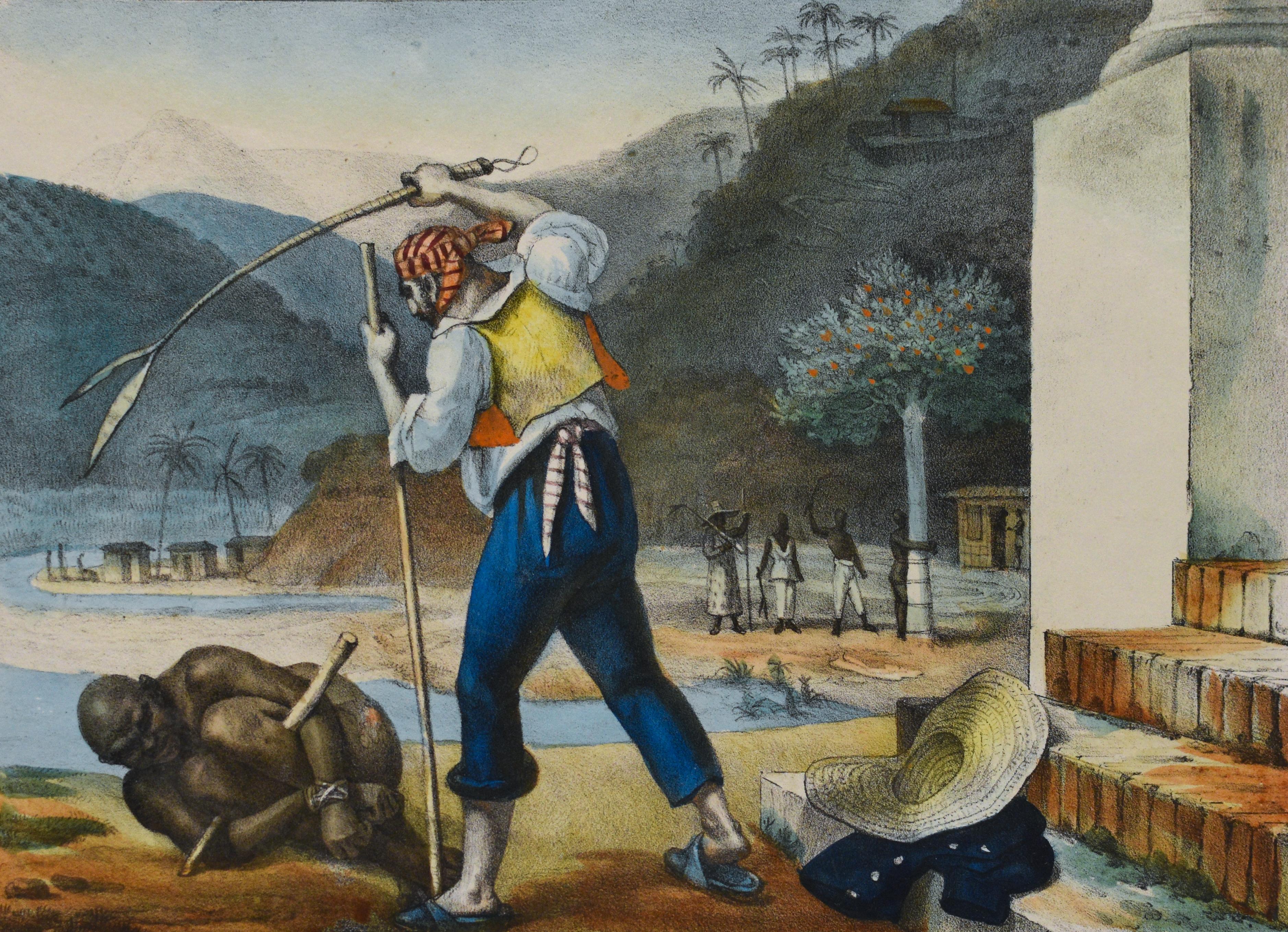
La tracta d'esclaus negres fou un negoci rendible per les potències europees

A finals del segle xvi va començar el comerç d'esclaus africans que permetia la importació d'esclaus africans al territori de l'Imperi Espanyol per a suplir a la mà d'obra indígena, que estava en declivi demogràfic. A Àfrica hi existia l'esclavitud des dels primers temps de la humanitat, però amb l'arribada dels europeus aquesta va canviar definitivament amb el comerç transnacional que van dur a terme.
Els colonitzadors europeus feien acords verbals amb els caps africans, amb els que intercanviaven esclaus a canvi de mercaderies, sobretot a la zona centre de la costa occidental africana. Després d'aconseguir comprar els esclaus, els europeus els enviaven cap el continent americà, ja separats de les seves famílies i del seu entorn social.
Cartagena de Indias era el destí principal dels esclaus a l'Amèrica hispànica. Aquí els negrers els rentaven i els alimentaven millor per a poder vendre'ls a millor preu. Després de desembarcar-los, els portaven als mercat, on se'ls exposava al públic i es posava en evidència la seva nova condició de mercaderia. Des de Cartagena de Indias van partir uns 150.000 esclaus fins als estats actuals de Veneçuela, Colòmbia, Equador, Panamà i el Perú.
Els esclaus africans que foren portats a Colòmbia entre el 1553 i el 1580 provenien sobretot de la costa de Guinea i foren anomenats guinees o mandings. Entre el 1580 i el 1640, la majoria dels esclaus importats foren bantus: congos, luangos i angoles. Des de mitjans del segle xvii hi destaca la importació d'ewes-fon que provenien del regne de Dahomey i que foren coneguts amb el nom d'araràs o jojoès. Durant el segle xviii sobretot s'hi van portar àkans i aixantis de l'actual Ghana, que eren anomenats mines i també iorubes de l'actual Nigèria, que foren anomenats carabalís, lucumís o chalaes.

### Participació en la Independència de Colòmbia
Al moviment insurreccional dels comuners s'hi van sumar cimarrons i lliberts afrodescendents. Després que es firmessin les capitulacions de Zipaquirá que van desmobilitzar l'aixecament, José Antonio Galán va iniciar una campanya pel Cauca, Magdalena i Antioquia en la que es van ocupar plantacions i en les que es van alliberar esclaus, fent que es rebel·lessin. A la hacienda La Niña, els comuniers de Tumaco que estaven liderats pel negre Vicente de la Cruz van seguir aquest exemple i es van aixecar el 7 de novembre de 1781. Quan s'havia sufocat la revolta comunera de Túquerres i d'altres pobles del sur de Nariño, el llibert de Barbacoas, Eusebio Quiñones, va fugir i es va amagar a les muntanyes. Anys després, aquest va combatre amb les forces alliberadores i va morir en la batalla de Genoy.
L'alliberador Simón Bolívar va firmar a Trujillo (Veneçuela) el Decret de Guerra a Mort entre espanyols i americans el 15 de desembre de 1813. Poc després, per a atraure a esclaus i lliberts, se'ls va oferir la llibertat absoluta si es sumaven a l'exèrcit patriota. Molts afrodescendents van confiar en aquesta promesa i es van sumar a l'exèrcit del alliberador.

### Després de la Independència

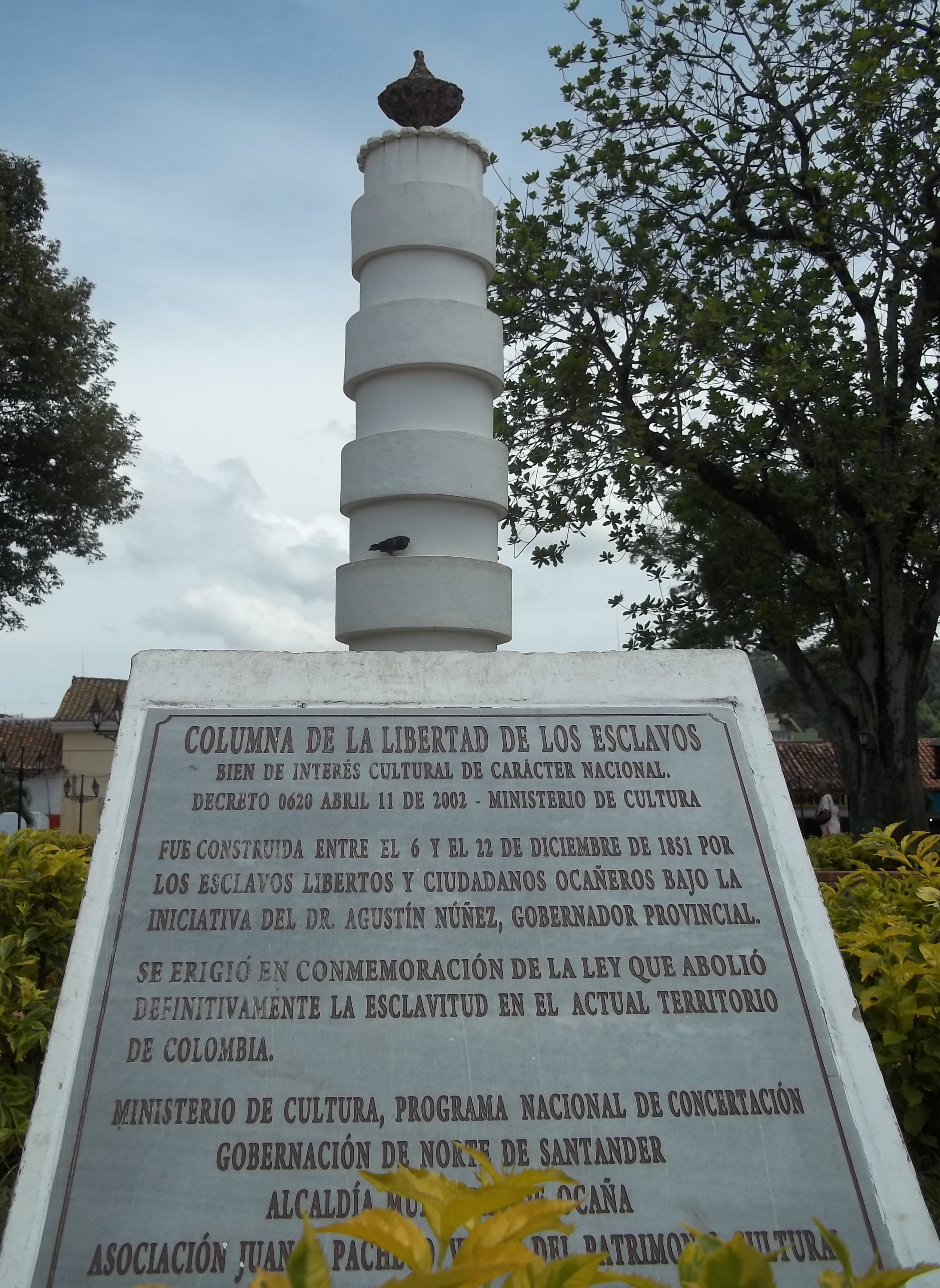
Columna de la Llibertat dels Esclaus, Ocaña (Norte Santander)

Tot i que Simón Bolívar s'havia compromès a la llibertat dels negres que col·laboressin amb l'exèrcit d'alliberació, no va complir la seva proesa. Duran el Congrés de Cúcuta es va fer visible la seva traïció quan Antonio Nariño (vicepresident interí de la república i representant del President) va fer conèixer la seva promesa de Manumissió dels esclaus. No van fer cap més esforç perquè el congrés abolís l'esclavitud promesa per la "Llibertat de ventre". A partir d'aquest moment, els fills d'una esclava que nasquessin a partir del 1821 només assolirien la llibertat després de tenir 18 anys si paguessin les despeses de la seva manutenció. A més a més, es va establir que tots els que fossin alliberats havien de sotmetre's a la tutela d'un blanc que els donés treball.
Després de la llei de llibertat de ventre, els esclavistes van fer promulgar una altra llei contra la vagància per tal que s'obligués al llibert a treballar per a ells. Qualsevol persona blanca que trobés a un negre al carrer podia acusar-lo de vago i portar-lo a la presó. A allà, qualsevol ric podia pagar per la seva excarceració a canvi que el suposat llibert fos obligat a treballar a les seves terres o mines en les mateixes condicions que els esclaus.

## Demografia
Segons el Departamento Administrativo Nacional de Estadística (DANE) de Colòmbia, el percentatge de població afrocolombiana sobre el total nacional és:
| Grupo ètnic                                 | Població total | Porcentatge total Colòmbia |
| ------------------------------------------- | -------------- | -------------------------- |
| Negre, mulat, afrocolombià o afrodescendent | 9.311.000      | 9,2%                       |
| Raizal                                      | 30.565         | 0,08%                      |
| Palenquer                                   | 7.470          | 0,02%                      |
| Total                                       | 9.347.565      | 10,05%                     |

| Municipio                    | Porcentaje (%) |
| ---------------------------- | -------------- |
| Santander de Quilichao (CAU) | 97,26          |
| María la Baja (BOL)          | 97,1           |
| La Tola (NAR)                | 96,64          |
| Villa Rica (CAU)             | 95,95          |
| Luruaco (ATL)                | 94,36          |

### Idioma palenquer

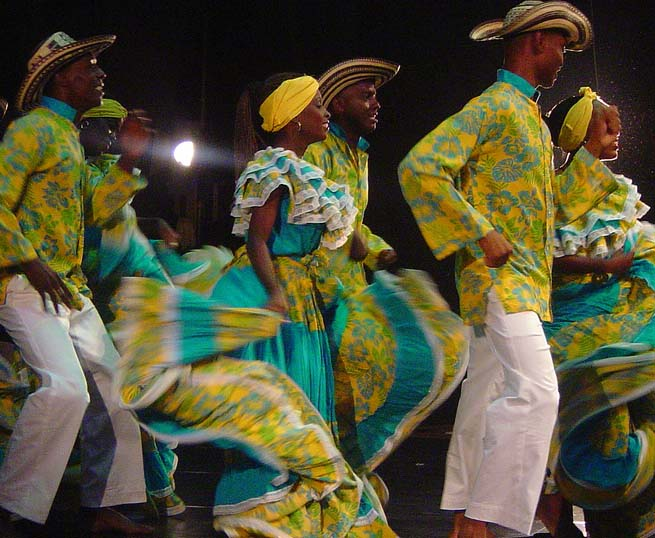
La cultura palenquera és una barreja de tradicions africanes i criolles

El crioll palenquer és una llengua criolla que es parla al Palenque de San Basilio, al Departament de Bolívar, situat a 50 quilòmetres de Cartagena de Indias. És parlat pels descendents dels cimarrons que es van alliberar de l'esclavitud sota el lideratge de Benkos Biohó a finals de Segle XVI i a inicis del Segle XVII. Aquesta llengua es va desenvolupar degut al relatiu aïllament de la comunitat palenquera. La llengua del palenque és l'única llengua criolla de base lèxica espanyola que ha sobreviscut al Carib. Degut a això, se la reconeix com a relíquia lingüística. La base de la llengua palenquera està conformada per diverses llengües africanes parlades pels avantpassats dels fundadors del Palenque de San Basilio. Segons els experts, a la llengua criolal palenquera hi ha una gran influència de les llengües bantus d'Àfrica Central, sobretot del kikongo i del kimbundu. Una mostra en són les paraules com ngombe, que significa ramat i moná, que significa nen o nena, entre molts altres. El palenquer fou un instrument de resistència cultural dels cimarrons assentats al Pelenque de San Basilio.
La llengua dels palenquers ha estat estigmatitzada durant molt de temps. Fins fa pocs anys, a l'escola s'hi prohibia que els nens i joves palenquers aprenguessin la seva llengua. El 2002 aquest idioma fou proposat per l'estat colombià com Obra Mestre del Patrimoni Intangible de la Humanitat i el 2005 la UNESCO va reconèixer tot l'espai cultural del Palenque de San Basilio. El The New York Times el va mencionar com a únic en tot el continent i va destacar la seva capacitat de supervivència i els riscos que afronta en l'actualitat.

## Dia de la afrocolombianitat
José Hilario López, 27è President de Colòmbia va decretar l'abolició permanent de l'esclavitud al país. El 21 de maig és considerat el dia nacional de la afrocolombianitat. El Congrés de la República va dedicar aquesta data a rendir homenatge a la població afrocolombiana, ja que fou el dia en que el 1851 es va abolir l'esclavitud al país.
A més a més, Colòmbia també commemora el Dia Mundial de la Diversitat Cultural pel Diàleg i el Desenvolupament que fou proclamat per la UNESCO el 2001.